# Primi ministri del Niger
I primi ministri del Niger dal 1983 (data di creazione della carica) ad oggi sono i seguenti.

## Storia
Il 27 luglio 2023, durante il colpo di stato a Niamey, la figura del primo ministro nigerino viene sospesa dal CNSP.

## Lista
| Primo ministro                                        | Primo ministro | Primo ministro             | Partito                                                             | Elezione                                             | Mandato           | Mandato           |
| Primo ministro                                        | Primo ministro | Primo ministro             | Partito                                                             | Elezione                                             | Inizio            | Fine              |
| ----------------------------------------------------- | -------------- | -------------------------- | ------------------------------------------------------------------- | ---------------------------------------------------- | ----------------- | ----------------- |
|                                                       |                | Mamane Oumarou             | Indipendente                                                        |                                                      | 24 gennaio 1983   | 14 novembre 1983  |
|                                                       |                | Hamid Algabid              | Indipendente                                                        |                                                      | 14 novembre 1983  | 15 luglio 1988    |
|                                                       |                | Mamane Oumarou             | Movimento Nazionale per la Società dello Sviluppo                   |                                                      | 15 luglio 1988    | 20 dicembre 1989  |
| Carica abolita (dal 20 dicembre 1989 al 2 marzo 1990) |                |                            |                                                                     |                                                      |                   |                   |
|                                                       |                | Aliou Mahamidou            | Movimento Nazionale per la Società dello Sviluppo                   |                                                      | 2 marzo 1990      | 27 ottobre 1991   |
|                                                       |                | Amadou Cheiffou            | Indipendente                                                        |                                                      | 27 ottobre 1991   | 17 aprile 1993    |
|                                                       |                | Mahamadou Issoufou         | Partito Nigerino per la Democrazia e il Socialismo                  |                                                      | 17 aprile 1993    | 28 settembre 1994 |
|                                                       |                | Souley Abdoulaye           | Convenzione Democratica e Sociale                                   |                                                      | 28 settembre 1994 | 8 febbraio 1995   |
|                                                       |                | Amadou Cissé               | Indipendente                                                        |                                                      | 8 febbraio 1995   | 21 febbraio 1995  |
|                                                       |                | Hama Amadou                | Movimento Nazionale per la Società dello Sviluppo                   | 1995                                                 | 21 febbraio 1995  | 27 gennaio 1996   |
|                                                       |                | Boukary Adji               | Indipendente                                                        |                                                      | 30 gennaio 1996   | 21 dicembre 1996  |
|                                                       |                | Amadou Cissé               | Indipendente                                                        | 1996                                                 | 21 dicembre 1996  | 27 novembre 1997  |
|                                                       |                | Ibrahim Hassane Mayaki     | Unione Nazionale degli Indipendenti per il Rinnovamento Democratico |                                                      | 27 novembre 1997  | 1º gennaio 2000   |
|                                                       |                | Hama Amadou                | Movimento Nazionale per la Società dello Sviluppo                   | 1999, 2004                                           | 1º gennaio 2000   | 7 giugno 2007     |
|                                                       |                | Seyni Oumarou              | Movimento Nazionale per la Società dello Sviluppo                   |                                                      | 7 giugno 2007     | 23 settembre 2009 |
|                                                       |                | Albadé Abouba (ad interim) | Movimento Nazionale per la Società dello Sviluppo                   | ad interim                                           | 23 settembre 2009 | 2 ottobre 2009    |
|                                                       |                | Ali Badjo Gamatié          | Movimento Nazionale per la Società dello Sviluppo                   | 2009                                                 | 2 ottobre 2009    | 18 febbraio 2010  |
|                                                       |                | Mahamadou Danda            | Indipendente                                                        |                                                      | 23 febbraio 2010  | 7 aprile 2011     |
|                                                       |                | Brigi Rafini               | Partito Nigerino per la Democrazia e il Socialismo                  | 2011, 2016                                           | 7 aprile 2011     | 2 aprile 2021     |
|                                                       |                | Ouhoumoudou Mahamadou      | Partito Nigerino per la Democrazia e il Socialismo                  | 2020-2021                                            | 3 aprile 2021     | 27 luglio 2023    |
| Vacante (dal 27 luglio 2023 all'8 agosto 2023)        |                |                            |                                                                     |                                                      |                   |                   |
|                                                       |                | Ali Lamine Zeine           | Movimento Nazionale per la Società dello Sviluppo                   | Consiglio Nazionale per la Salvaguardia della Patria | 8 agosto 2023     | in carica         |